# Puchar Lavera 2018
Puchar Lavera 2018, ang. Laver Cup 2018 – druga edycja międzynarodowego, drużynowego turnieju tenisowego o Puchar Lavera, która odbyła się w dniach 21–23 września 2018 roku w United Center w Chicago w Stanach Zjednoczonych.
W turnieju wzięło udział dwunastu zawodników, podzielonych na Drużynę Europejską i Drużynę Światową, których kapitanami byli Björn Borg i John McEnroe. Na ponowny udział w zmaganiach zdecydowali się: Roger Federer, Alexander Zverev, John Isner, Nick Kyrgios i Jack Sock.
Rafael Nadal i Marin Čilić odmówili występu w Chicago z powodu odbywających się tydzień wcześniej w Europie półfinałów Pucharu Davisa.
21 września po raz pierwszy w historii Novak Đoković i Roger Federer wystąpili wspólnie w parze deblowej. Zostali pokonani wynikiem 7:6(5), 3:6, 6–10 przez Kevina Andersona i Jacka Socka.
Puchar Lavera zdobyła Drużyna Europejska, której udało się obronić ubiegłoroczny tytuł. W skład zwycięskiego zespołu weszli: Novak Đoković, Grigor Dimitrow, Kyle Edmund, Roger Federer, David Goffin i Alexander Zverev.

## Okoliczności i przebieg turnieju
24 sierpnia 2016 w czasie konferencji prasowej dotyczącej powstania turnieju o Puchar Lavera ustanowiono, że kapitanami Drużyny Europejskiej i Drużyny Światowej do 2019 roku będą Björn Borg i John McEnroe.
9 września 2016 Amerykańska Organizacja Tenisowa dołączyła do grona organizatorów zawodów i zapowiedziano, że w roku 2018 gospodarzem zmagań będą Stany Zjednoczone. 24 września 2017 ogłoszono, że miejscem rozgrywek w dniach 21–23 września 2018 będzie United Center w Chicago.
19 marca 2018 Roger Federer, Nick Kyrgios, Rod Laver i John McEnroe pojechali do Chicago, by oficjalnie rozpocząć przygotowania do wrześniowego turnieju. Tego samego dnia ogłoszono, że pierwszym zawodnikiem w Drużynie Europejskiej będzie Federer, a w Drużynie Światowej – Kyrgios. Sprzedaż biletów na zawody została uruchomiona 23 marca.
28 czerwca do obsady turnieju dołączyli Novak Đoković i Juan Martín del Potro, który wycofał się z udziału w zeszłorocznej edycji.
26 lipca podano, że w Drużynie Światowej zadebiutują Kevin Anderson i Diego Schwartzman, a do rywalizacji powróci John Isner.
13 sierpnia do obsady Drużyny Europejskiej dołączyli: Alexander Zverev, Grigor Dimitrow i David Goffin.
Kyle Edmund i Jack Sock zostali ostatnimi zawodnikami, którzy potwierdzili swój udział w tegorocznej edycji turnieju.
20 września z udziału w rozgrywkach zrezygnował Juan Martín del Potro, który uznał, że nie jest w optymalnej formie i chce poświęcić czas na odpoczynek po wyczerpującym US Open 2018 oraz przygotowaniom do kolejnych turniejów w sezonie. Jego miejsce zajął Amerykanin Frances Tiafoe.
Francuz Jérémy Chardy i Chilijczyk Nicolás Jarry przyjechali do Chicago jako zawodnicy rezerwowi.
Drużyna Europejska rozpoczęła turniej zwycięstwami w trzech meczach gry pojedynczej w dniu 21 września. Po jednym punkcie dla Europejczyków zdobyli Grigor Dimitrow, Kyle Edmund i David Goffin.
W ostatnim spotkaniu tego dnia po raz pierwszy w swoich karierach Roger Federer i Novak Đoković wystąpili na korcie jako partnerzy deblowi. Mecz zakończył się zwycięstwem przedstawicieli Drużyny Światowej, Jacka Socka i Kevina Andersona wynikiem 6:7(5), 6:3, 10–6.
W drugim dniu rywalizacji Alexander Zverev pokonał Johna Isnera, a Roger Federer Nicka Kyrgiosa, co dało zawodnikom z Europy kolejne cztery punkty. Reprezentanci Drużyny Światowej wygrali dwa następne pojedynki: Kevin Anderson okazał się lepszy od Novaka Djokovicia, a Kyrgios i Sock bez straty seta ograli duet Dimitrow–Goffin. Drużyna Europejska prowadziła wynikiem 7–5.
Na otwarcie rozgrywek w trzecim dniu Sock i Isner pokonali w meczu gry podwójnej Federera i Zvereva, wskutek czego Drużyna Światowa objęła prowadzenie w turnieju.
O zwycięstwie Drużyny Europejskiej zdecydowały dwa ostatnie pojedynki singlowe. Roger Federer wygrał z Johnem Isnerem wynikiem 6:7(5), 7:6(6), 10–7, a Alexander Zverev triumfował nad Kevinem Andersonem 6:7(3), 7:5, 10–7. Tym samym zawodnicy z Europy zdobyli trzynaście punktów wymagane do zwycięstwa w całych zawodach. Ostatniego zaplanowanego meczu, pomiędzy Djokoviciem a Kyrgiosem, nie rozegrano.
Drużyna Europejska obroniła trofeum, które wywalczyła przed rokiem w Pradze. Roger Federer i Alexander Zverev po raz drugi w swoich karierach triumfowali w Pucharze Lavera.
Najwięcej meczów (po 4) rozegrali Federer i Sock. Najwięcej punktów dla swojej drużyny wywalczył Jack Sock (6). Po dwa mecze w grze pojedynczej wygrali Federer i Zverev, a trzy mecze w grze podwójnej zwyciężył Sock. Jedynym zawodnikiem, który bez porażki zakończył udział w Pucharze Lavera, został Kyle Edmund (rozegrał i wygrał 1 mecz singlowy). Novak Đoković, Frances Tiafoe i Diego Schwartzman nie wygrali żadnego z rozegranych przez siebie spotkań.

## Uczestnicy turnieju

### Drużyna Europejska
- Kapitan:  Björn Borg
- Zastępca kapitana:  Thomas Enqvist

| Tenisista        | Ranking ATP | Wyniki w Pucharze Lavera |
| Roger Federer    | 2           | zwycięstwo 2017          |
| Novak Đoković    | 3           | debiut                   |
| Alexander Zverev | 5           | zwycięstwo 2017          |
| Grigor Dimitrow  | 7           | debiut                   |
| David Goffin     | 11          | debiut                   |
| Kyle Edmund      | 16          | debiut                   |
| Jérémy Chardy    | 41          | zawodnik rezerwowy       |

### Drużyna Światowa
- Kapitan:  John McEnroe
- Zastępca kapitana:  Patrick McEnroe

| Tenisista             | Ranking ATP | Wyniki w Pucharze Lavera |
| Juan Martín del Potro | 4           | debiut                   |
| Kevin Anderson        | 9           | debiut                   |
| John Isner            | 10          | udział 2017              |
| Diego Schwartzman     | 14          | debiut                   |
| Jack Sock             | 17          | udział 2017              |
| Nick Kyrgios          | 27          | udział 2017              |
| Frances Tiafoe        | 40          | udział 2017              |
| Nicolás Jarry         | 46          | zawodnik rezerwowy       |

## Mecze turniejowe
| Data                         | Drużyna Europejska             | Wynik                | Drużyna Światowa         | Punkty |
| 21 września (mecze po 1 pkt) | Grigor Dimitrow                | 6:1, 6:4             | Frances Tiafoe           | 1–0    |
| 21 września (mecze po 1 pkt) | Kyle Edmund                    | 6:4, 5:7, 10–6       | Jack Sock                | 2–0    |
| 21 września (mecze po 1 pkt) | David Goffin                   | 6:4, 4:6, 11–9       | Diego Schwartzman        | 3–0    |
| 21 września (mecze po 1 pkt) | Novak Đoković Roger Federer    | 7:6(5), 3:6, 6–10    | Kevin Anderson Jack Sock | 3–1    |
| 22 września (mecze po 2 pkt) | Alexander Zverev               | 3:6, 7:6(6), 10–7    | John Isner               | 5–1    |
| 22 września (mecze po 2 pkt) | Roger Federer                  | 6:3, 6:2             | Nick Kyrgios             | 7–1    |
| 22 września (mecze po 2 pkt) | Novak Đoković                  | 6:7(5), 7:5, 6–10    | Kevin Anderson           | 7–3    |
| 22 września (mecze po 2 pkt) | Grigor Dimitrow David Goffin   | 3:6, 4:6             | Nick Kyrgios Jack Sock   | 7–5    |
| 23 września (mecze po 3 pkt) | Roger Federer Alexander Zverev | 6:4, 6:7(2), 9–11    | John Isner Jack Sock     | 7–8    |
| 23 września (mecze po 3 pkt) | Roger Federer                  | 6:7(5), 7:6(6), 10–7 | John Isner               | 10–8   |
| 23 września (mecze po 3 pkt) | Alexander Zverev               | 6:7(3), 7:5, 10–7    | Kevin Anderson           | 13–8   |
| 23 września (mecze po 3 pkt) | Novak Đoković                  | nie rozegrano        | Nick Kyrgios             | –      |
| Wynik                        | Drużyna Europejska             | 13–8                 | Drużyna Światowa         |        |